# Quatuor à cordes de Ravel
Pour les articles homonymes, voir Quatuor à cordes.
Le Quatuor à cordes en fa majeur de Maurice Ravel est composé entre décembre 1902 et avril 1903, à son domicile 19 Boulevard Pereire à Paris. La création a lieu le 5 mars 1904 par le Quatuor Heymann. Le compositeur effectue quelques minimes retouches et republie son quatuor en 1910. Il est dédié à Gabriel Fauré, alors professeur de composition de Ravel.
L'œuvre porte la référence M.35, dans le catalogue des œuvres du compositeur établi par le musicologue Marcel Marnat.

## Historique
Il s'agit de la première œuvre de musique de chambre du compositeur publiée, la Sonate posthume pour violon et piano, incomplète et datée de 1897, étant restée inédite jusqu'en 1975.
Il est postérieur de dix ans au Quatuor en sol mineur de Claude Debussy dont Ravel s'est inspiré. Claude Debussy émit des critiques élogieuses sur l'œuvre et dissuada Ravel de faire jouer le quatuor moins fort lors de la création, dans une lettre du 4 mars 1904, soit la veille de la création mondiale :

« Bardac vient de me dire votre intention de faire jouer votre Quatuor - surtout l'Andante - moins fort... Au nom de tous les Dieux et au mien, si vous le voulez bien, ne faites pas cela. Songez à la différence de sonorité d'une salle avec et sans public... Il n'y a que l'alto qui mange un peu les autres et qu'il faudrait peut-être apaiser ? Autrement, ne touchez à rien et tout ira bien, »

.
Le quatuor de Ravel est en revanche bien antérieur à celui du dédicataire de l'œuvre, Gabriel Fauré, qui composera son quatuor à cordes en 1924.
La création, par le Quatuor Heymann (Léon Heymann, premier violon ; Henry de Bruyne, deuxième violon ; Gaston Marchet, alto ; Émile de Bruyn, violoncelle), date du 5 mars 1904 à la Schola Cantorum de Paris, lors du 317e concert de la Société nationale de musique.
La partition parut d'abord aux éditions musicales de Gabriel Astruc avant que ce dernier n'accepte la cession du Quatuor à cordes et de Shéhérazade aux éditions musicales Durand le 12 octobre 1910.
Le seul manuscrit autographe complet du quatuor de Ravel, de 28 pages, qui provient des archives du compositeur et fut exposé à la Bibliothèque nationale de France en 1975, est conservé aux Archives du Palais princier de Monaco. La dernière page du deuxième mouvement est datée « décembre 1902 » et la dernière page du quatrième mouvement est datée « avril 1903 ». Un facsimilé de la première page du manuscrit fut reproduit en 1975.

## Esthétique
Le quatuor à cordes est un genre difficile, auquel les compositeurs s'attaquent rarement avant leur maturité. Âgé de vingt-sept ans seulement au moment de sa composition, Ravel signe pourtant un chef-d'œuvre : ce n'est pas « un essai qui se répète ou se corrige, mais l'expression parfaite, dans ce genre, d'une personnalité qui dispose de tous ses moyens. […] Il appartient à cette catégorie d'œuvres où le maître a laissé parler son cœur d'une manière particulièrement délicate ».
D'un point de vue de l'esthétique, en regard de Milhaud ou Bartók, l'œuvre ne veut prétendre à aucune recherches ni expériences, « mais une façon de se complaire dans un calme raffinement qui fait de ce quatuor une des choses les plus tendres et les plus souriantes de la musique de ce siècle ».

## Structure

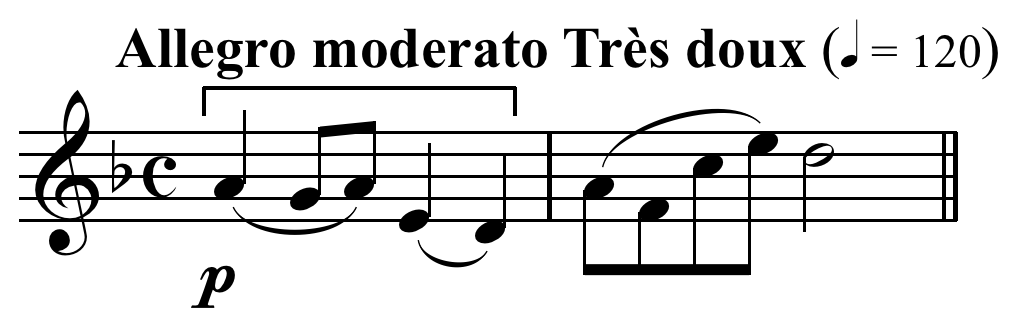
Premier motif du premier mouvement.

L'œuvre comporte quatre mouvements et son exécution dure environ trente minutes.
- Allegro moderato (fa majeur) : De forme sonate, le mouvement présente deux thèmes, le premier très doux et le deuxième plus chaleureux[10]. S'ensuit le développement avant que ces deux thèmes ne se combinent avant la réexposition.
- Assez vif. Très rythmé (la mineur)
- Très lent (sol bémol majeur)
- Vif et agité (fa majeur)

## Discographie
- Quatuor Orlando (en) (1983, Philips).
- Quatuor Enesco (1990, Forlane).
- Quatuor Parisii (1995, Auvidis/Valois et 2004, Saphir productions, intégrale Ravel)
- Quartetto Italiano (1996, Philips Classics).
- Quatuor Ébène (2008, Virgin Classics).